# Subdominant

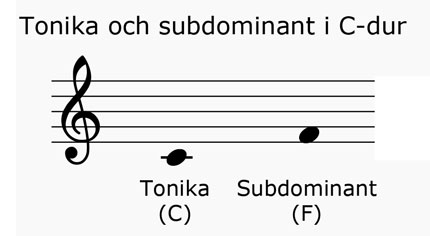
Tonika och subdominant i C-dur

Subdominant är ett musikaliskt begrepp inom funktionsläran. I detta system betecknar subdominanten kvarten över (eller kvinten under) en tonarts grundton och den treklang som bildas utifrån denna ton. Eftersom subdominanten utgår från tonikan, är tonen det handlar om olika, beroende på vilken tonart det är.  I till exempel tonarten C-dur är F den fjärde tonen i tonskalan, och är därför subdominant. I F-dur är Bb den fjärde tonen, och sålunda den tonartens subdominant. 